# 内山和巳
内山 和巳（うちやま かずみ、1939年6月27日 - ）は、群馬県伊勢崎市出身の日本の元プロ野球選手（投手、外野手）。

## 来歴・人物
伊勢崎高を経て1958年から1960年にかけて中日ドラゴンズに在籍し、1958年は投手、59-60年は外野手。1960年のシーズン限りで引退した。一軍出場はならなかったが、後に息子の内山憲一がヤクルト入りし、史上初の親子投手として話題となった。

## 詳細情報

### 年度別打撃成績
- 一軍公式戦出場なし

### 背番号
- 57 （1958年 - 1960年）